# Jönköpings stadspark

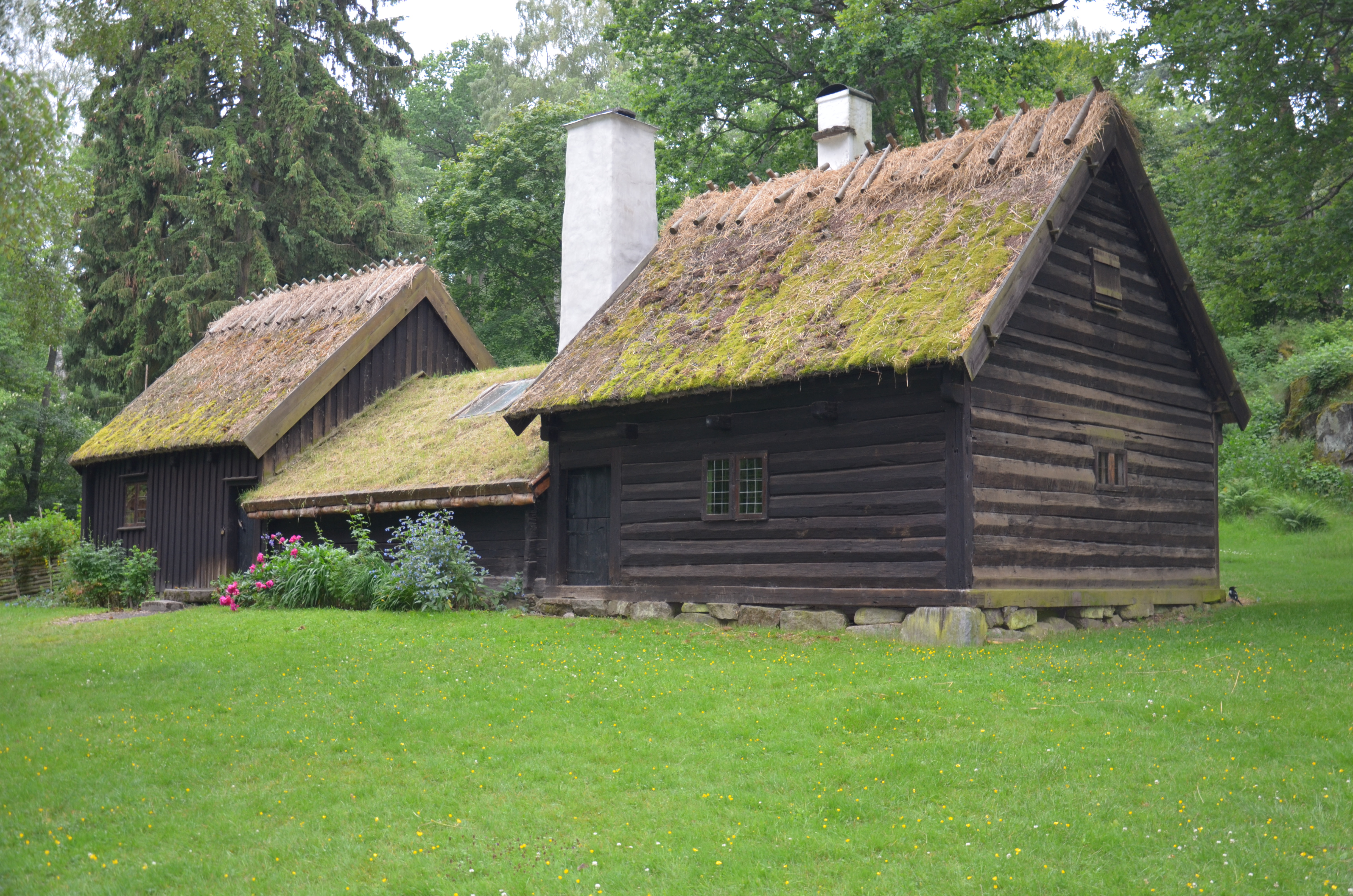
Ryggåsstugan i stadsparkens friluftsmuseum

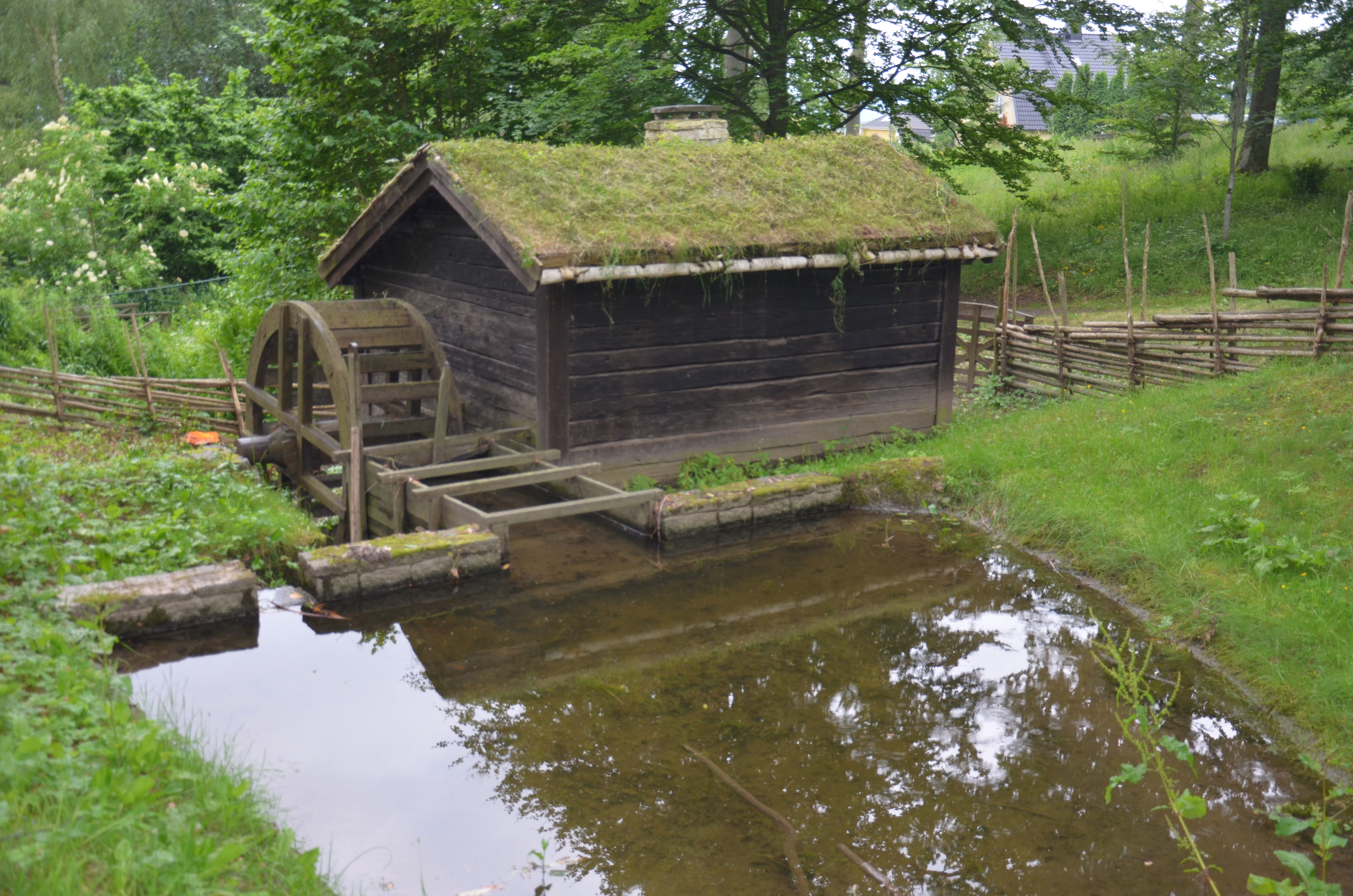
Tråddrageriet

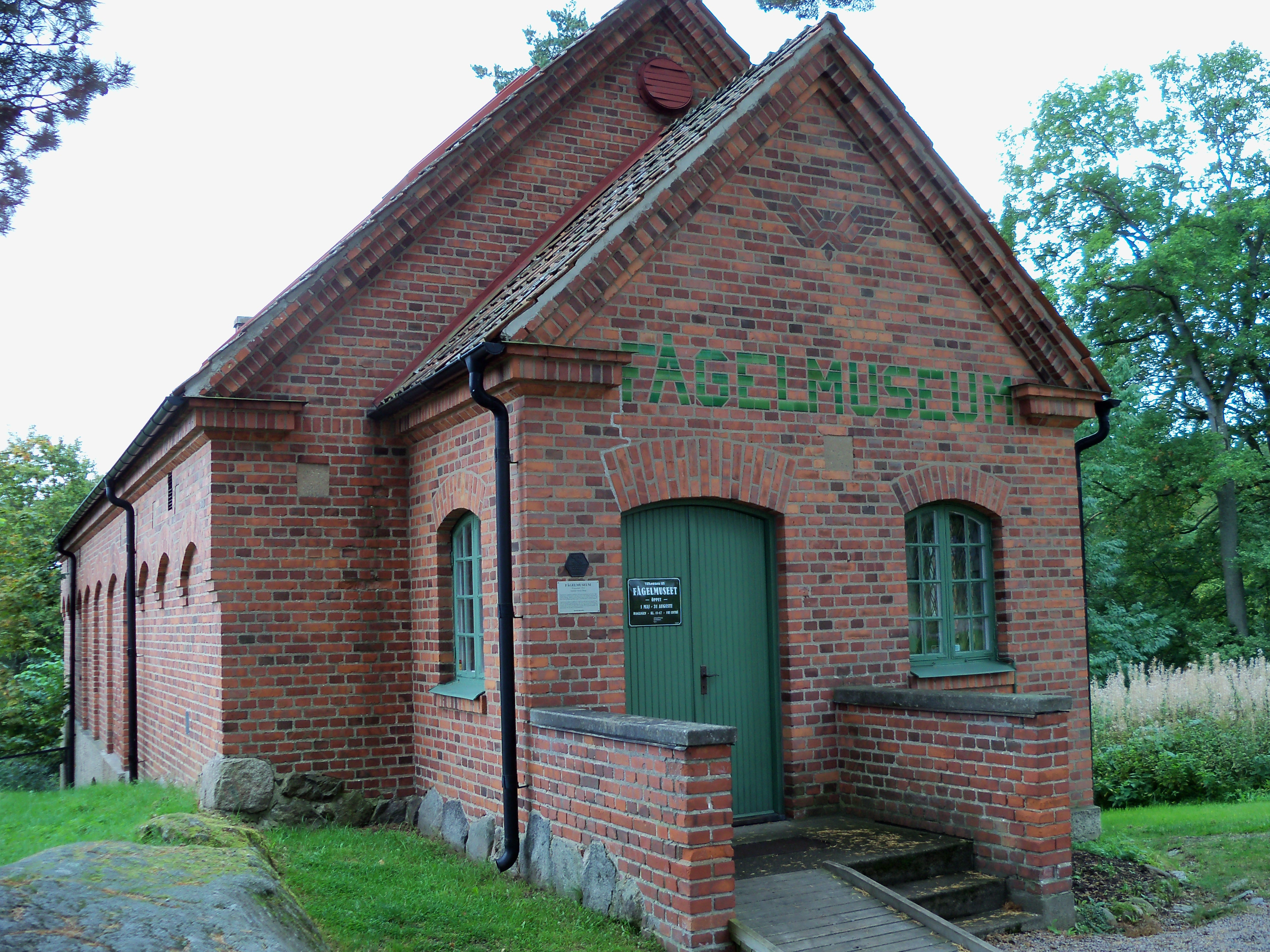
Fågelmuseet

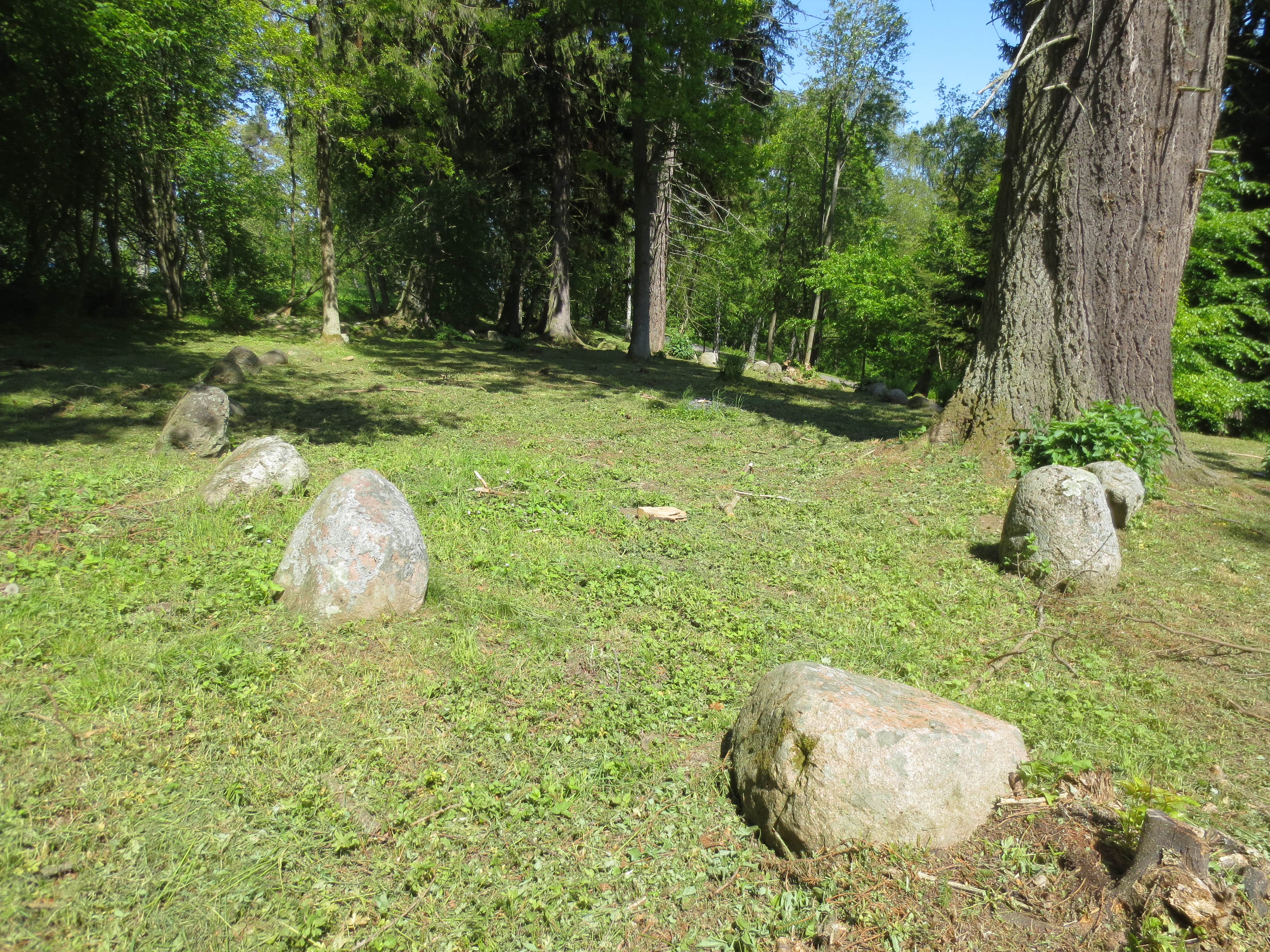
Det pedagogiska gravfältet omfattar bland annat en skeppssättning.

Jönköpings stadspark är en 37 hektar stor park i Jönköping, med bland annat ett friluftsmuseum och fotbollsanläggningen Stadsparksvallen.
Stadsparken ligger på Dunkehallaplatån, 30–50 meter över stadskärnans nivå. Parken började anläggas 1896 och invigdes den 13 september samma år.

## Friluftsmuseet
I Jönköpings stadspark finns också ett friluftsmuseum som ägs och förvaltas av Jönköpings läns museum. Friluftsmuseet omfattar i dag drygt tio byggnader och anläggningar.
Det började byggas upp 1902 genom att Bäckaby gamla kyrka räddades och flyttades till parken på initiativ av ingenjören Algot Friberg. Detta ledde också till att Norra Smålands fornminnesförening startade. Förebilder för friluftsmuseet var Skansen i Stockholm och Kulturen i Lund. 

### Bäckaby gamla kyrka
Den gamla timmerkyrkan i Bäckaby socken sydost om Vetlanda skulle ersättas av en ny på 1890-talet. Genom ett kraftfullt agerande av Algot Friberg inköptes Bäckaby gamla kyrka och transporterades till Jönköping. Återuppförandet skedde 1902 och kyrkan kom att bli en flitigt använd bröllopskyrka. 
Kyrkans äldsta delar daterades till medeltiden, men i mitten av 1700-talet byggdes kyrkorummet till med en korsarm mot norr. Mycket av dess inredning och bemålning tillkom under 1700-talet. 
Bäckaby gamla kyrka stacks i brand 2000 och totalförstördes. I dag är en minnesplats ordnad på den gamla kyrkoplatsen. 

### Norra Solberga klockstapel
I den norra delen av stadsparken står en klockstapel från Norra Solberga socken nordost om Nässjö. Klockstapeln skall enligt uppgift vara från 1661, men när det uppfördes en ny kyrka med torn i Norra Solberga vid sekelskiftet 1900 behövdes inte klockstapeln längre. Den flyttades därför till stadsparken 1903. 

### Ryggåsstugan
När man skulle utveckla friluftsmuseet var det viktigt att även kunna visa upp jordbruksmiljöer. En särskilt ålderdomlig byggnadstyp i Småland var ryggåsstugan, med ett stort rum där taket nådde ända upp till yttertaket. Ett lämpligt exempel på en ryggåsstuga fann Algot Friberg i byn Sjöared. Byggnaden var ålderdomlig och ägaren intresserad av att sälja den. En hake var emellertid att den stod helt nära Smålandsgränsen, men inne i Halland. 
Ryggåsstugan köptes in för 1050 kronor och flyttades till stadsparken 1905 och för att göra den mer småländsk fick mittpartiet ett torvtak, i stället för det ursprungliga halmtaket. Ryggåsstugan har en karakteristisk siluett och bland annat har konstnären John Bauer inspirerats av den när han illustrerat sagor.
Invid ryggåsstugan finns två bodar. Loftboden, med en utkragad loftgång, kan vara från 1600-talet och flyttades från Stora Tofta i Flisby socken 1904. Stolpboden på ett uppbyggt underrede sägs vara från 1700-talet och flyttades från Kulebo i Järsnäs socken till friluftsmuseet 1928.

### Soldattorpet
I friluftsmuseet ingår även en soldattorpsmiljö. Soldattorpets bostadshus är en enklastuga av timmer med ett boningsrum, ett kök och en förstuga. Huset är troligen från 1800-talets första hälft och stod fram till omkring 1915 i byn Råssmäte i Linderås socken, väster om Tranås. Stugan flyttades först till  infanteriregementet I 12 vid Ryhov i Jönköping, men ställdes upp i stadsparken 1929. 
Till bostadshuset hör även en mindre bod och en ladugård, också från Råssmäte.

### Det pedagogiska gravfältet
I tanken på ett friluftsmuseum ingick också att kunna visa hur ett förhistoriskt gravfält kunde se ut. Därför anlade man ett sådant i en första etapp 1905–06. Då skapades en skeppssättning, en sexudd och en triangulär stensättning. En skeppssättning brukar dateras till yngre järnålder och triangulära stensättningar förekommer under hela järnåldern (500 f.Kr. – 1050 e.Kr.). 
År 2012 kompletterades det pedagogiska gravfältet med ytterligare gravtyper från järnåldern: kvadratisk stensättning, fyrsidig stenkrets och domarring. 

### Tråddrageriet
Ståltråd var en produkt som tillverkades i trakterna kring Gnosjö i äldre tid. Tråden gavs lämplig tjocklek genom att man drog den genom särskilda formar som gör tråden tunnare och tunnare. Dragningen drivs av ett vattenhjul. 
Tråddrageriet i stadsparken hämtades omkring 1903 från Målskogs by i Gnosjö socken. 

### Övriga anläggningar
I friluftsmuseet finns ytterligare exempel på regional bebyggelse. Helt nära kyrkoplatsen står en marknadsbod som kommer från marknadsplats vid Linneryd i Tingsryds kommun. Nära soldattorpet finns ett sockenmagasin från Ingatorps kyrkby öster om Eksjö och en trossbod som använts av Mo härads kompani. 
I parken står även resta en runsten från Slättåkra i Alseda socken nära Vetlanda, och två milstenar. En av milstenarna är från 1675 och en är från 1779. 

## Övrig bebyggelse
Vidare märks där prov på berg- och malmarter inom Småland, samt en minnessten över bemärkta Smålandssöner.
1902 öppnades i Stadsparken 'Jönköpings Turisthotell' som senare kommer att bli mer känt som 'Restaurang Alphyddan'. Alphyddan revs efter en brand 1965.
Fågelmuseet finns i en tegelbyggnad uppförd 1914–1915.

## Smålandsstenen

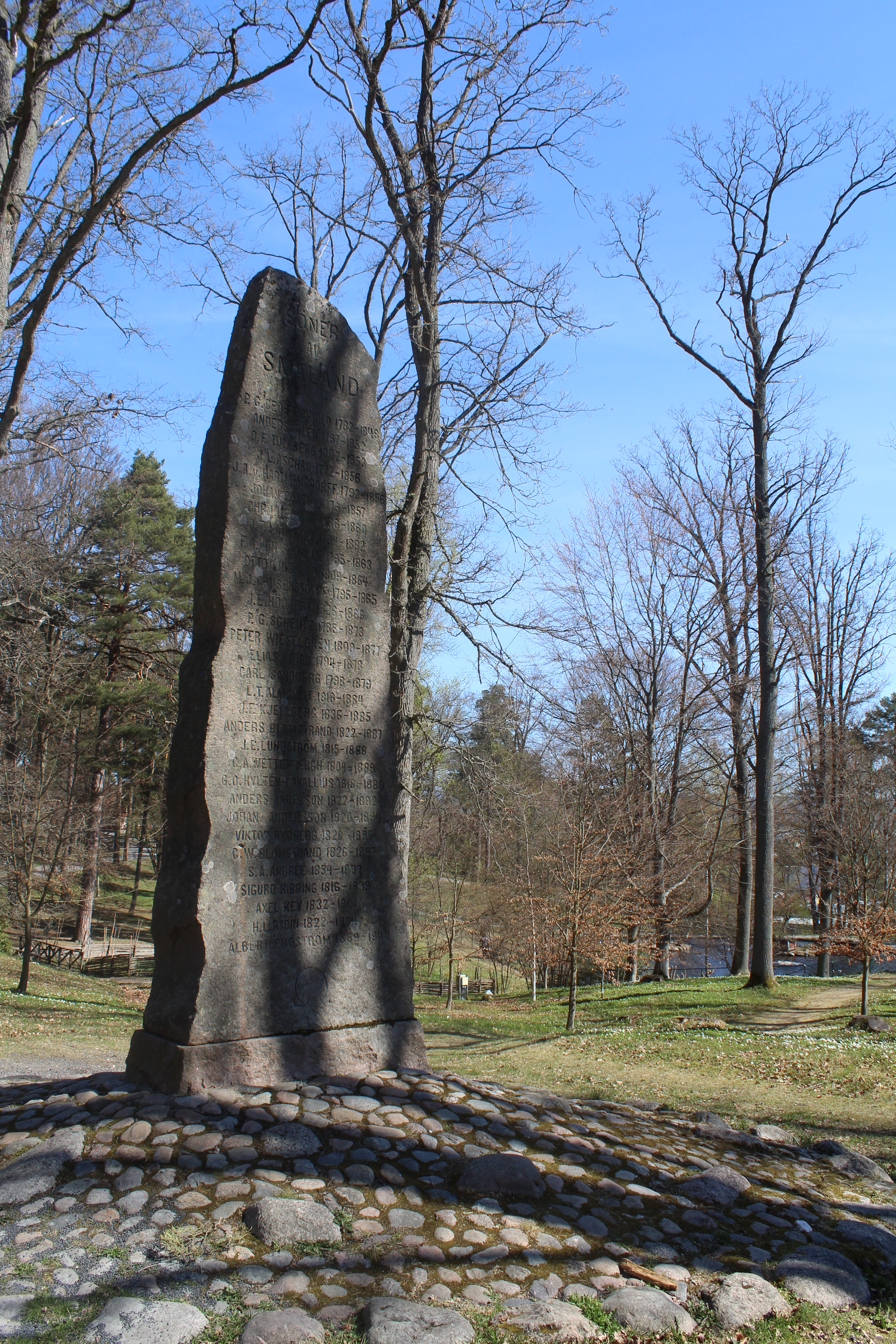
Smålandsstenen

År 1907 avtäcktes stenen "Söner av Småland" i Stadsparken. På stenen finns 65 namn på kända män som är födda i Småland.
| Norra sidan                 | Södra sidan                  |
| --------------------------- | ---------------------------- |
| Jonas Rothovius             | Pehr Gustaf Cederschiöld     |
| Joannes Baazius den äldre   | Anders Filén                 |
| Isak Rothovius              | Otto Fredrik Tullberg        |
| Peder Gudmundsson Strömberg | Johan Lorentz Aschan         |
| Mårten Leijonsköld          | August von Hartmansdorff     |
| Johan Printz                | Johan Pontén                 |
| Michael Gyldenstolpe        | Christopher Isac Heurlin     |
| Johannes Baazius den yngre  | Johan Theofil Nathhorst      |
| Olof Verelius               | Frans Adolf von Schéele      |
| Anders Spole                | Otto Lindblad                |
| Nils Silfverskiöld          | Magnus Jacob Crusenstolpe    |
| Per Stålhammar              | Johan Fredrik Höckert        |
| Jacob Lagerstedt            | Georg Scheutz                |
| Carolus Lundius             | Peter Wieselgren             |
| Göran Silfverhielm          | Elias Fries                  |
| Ambiörn Ulfhjelm            | Carl Sandberg                |
| Samuel Rogberg              | Ludvig Teodor Almqvist       |
| Erik Gustaf Queckfeldt      | Frithiof Kjellberg           |
| Carl von Linné              | Anders Blomstrand            |
| Peter Jonas Bergius         | Johan Edvard Lundström       |
| Håkan Sjögren               | Carl Anton Wetterbergh       |
| Pehr Hörberg                | Gunnar Olof Hyltén-Cavallius |
| Gudmund Jöran Adlerbeth     | Anders Anderson              |
| Nils Lorens Sjöberg         | Johan Andersson              |
| Carl Peter Thunberg         | Viktor Rydberg               |
| Samuel Ödmann               | Christian Wilhelm Blomstrand |
| Jonas Hallenberg            | Salomon August Andrée        |
| Johan Gustaf Liljegren      | Sigurd Ribbing               |
| Pehr Henrik Ling            | Axel Key                     |
| Carl Magnus Agrell          | Herman Rydin                 |
| Germund Ludvig Cederhielm   | Albert Engström              |
| Anders Otto Lindfors        |                              |
| Pehr Sjöbring               |                              |
| Peter Lorenz Sellergren     |                              |

## Jönköpings stadsparks kvinnostigar
För att hedra tio kända småländska kvinnor invigdes tio kvinnostigar den 12 maj 1996 i Jönköpings stadspark. Kvinnostigarna dedikerades till:
- Vera Nilsson, konstnär
- Adéle Wetterlind – föddes 1854 i Sörmland. Efter sin utbildning till folkskollärarinna i Stockholm fick hon anställning vid Jönköpings folkskolor där hon kom att tjänstgöra hela sitt vuxna liv. Hon visade ett aktivt intresse för sitt yrke och var en av initiativtagarna till grundandet av Sveriges Folkskollärarförbund. Hon väckte tanken på skolbad och skoltandvård. Hon tog även aktiv del i samhällsutvecklingen och arbetade speciellt för jämställdhet mellan könen och för kvinnlig politisk rösträtt. På 1890-talet blev Wetterlind känd som Jönköpings första kvinnliga cyklist då hon cyklade genom södra Sverige propagerande för kvinnlig rösträtt. Adéle Wetterlind dog 1938 i Jönköping.
- Hanna Ouchterlony, Frälsningsarmén
- Ulla Stenberg, textilkonstnär
- Ellen Key, författare
- Emilia Broomé, politiker
- Moster Persson – är ihågkommen som en originell personlighet i Dunkehalla kring sekelskiftet 1900. Det berättas att hon var en driftig och mycket respekterad kvinna som i sin stuga i stadsparkens utkant serverade öl till förbipasserande. Ibland fick moster Persson avlagda kläder som betalning för varor av bättre bemedlade familjer i Jönköping. Kläderna sålde hon sedan till arbetarkvinnorna i kåkbebyggelsen i Dunkehalla. Moster Perssons stuga revs i slutet av 1950-talet i samband med att Dunkehallavägen byggdes ut.
- Kristina Nilsson, operasångerska
- Kata Dalström, agitator
- Elin Wägner, författare
- Astrid Lindgren, författare

## Bildgalleri

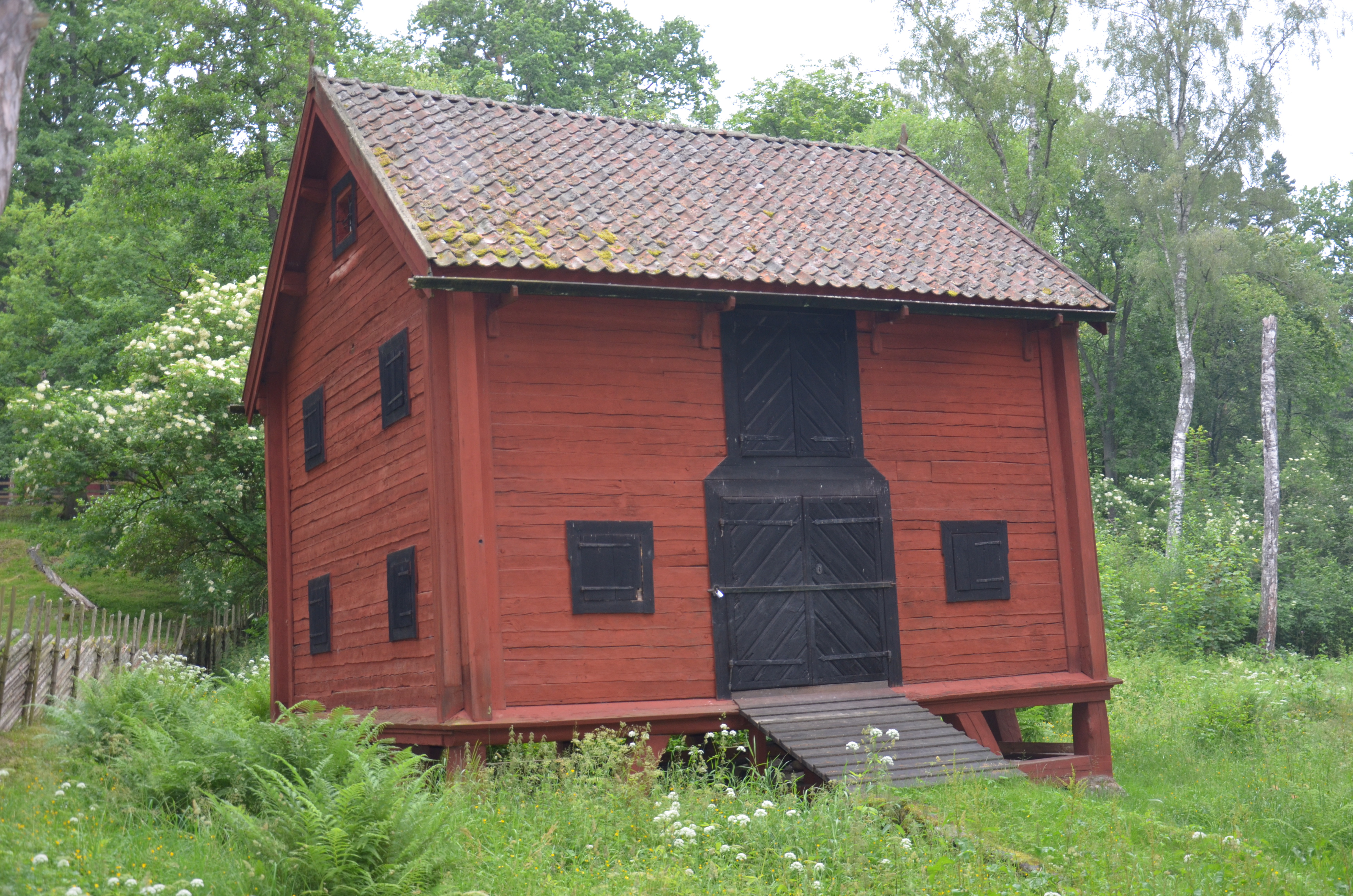
Förråds- och utrustningsbod för Mo härads kompani ur Jönköpings regemente
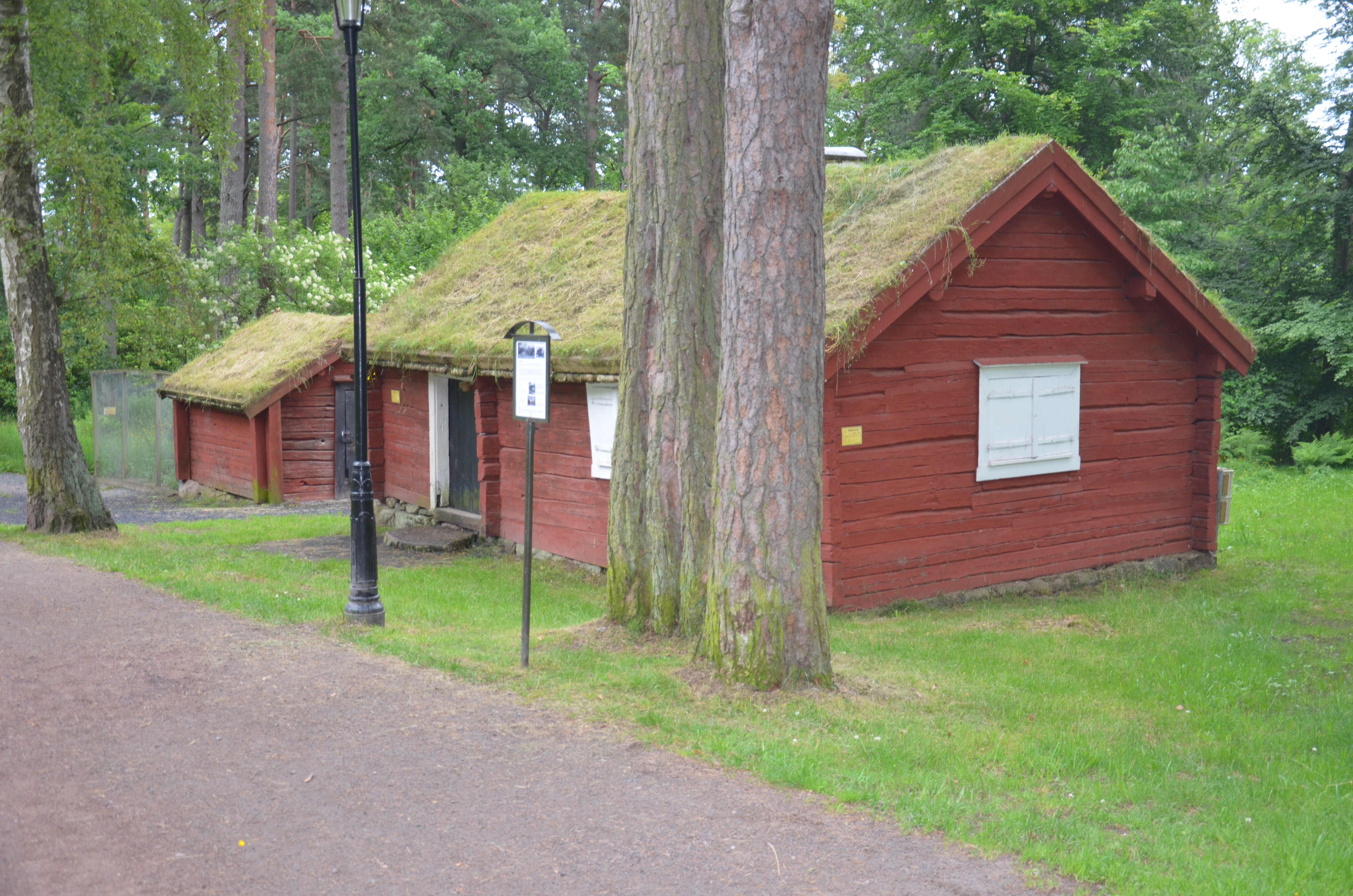
Soldattorp från Rossmäte, Linderås socken
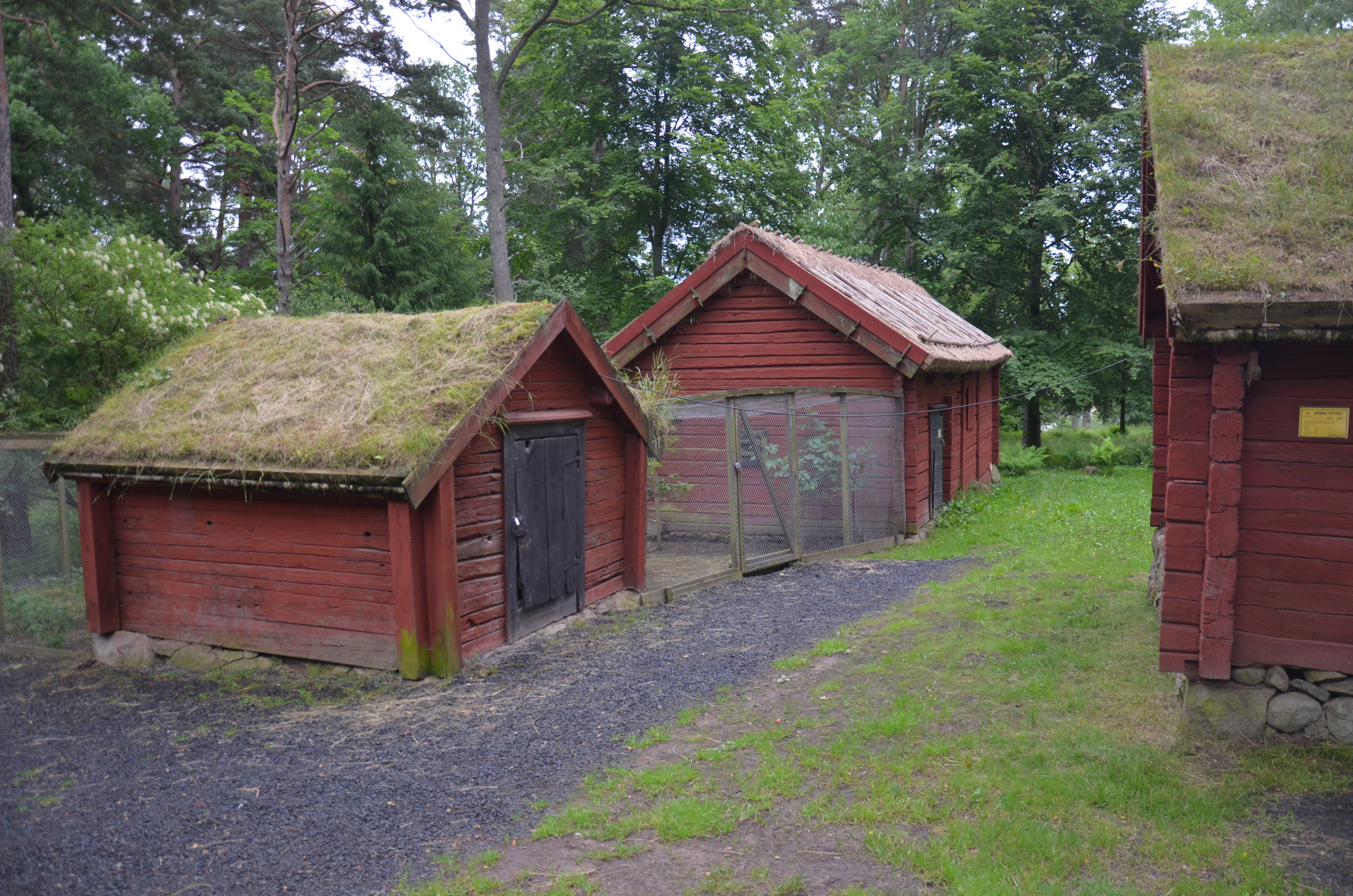
Soldattorpets fähus och bod
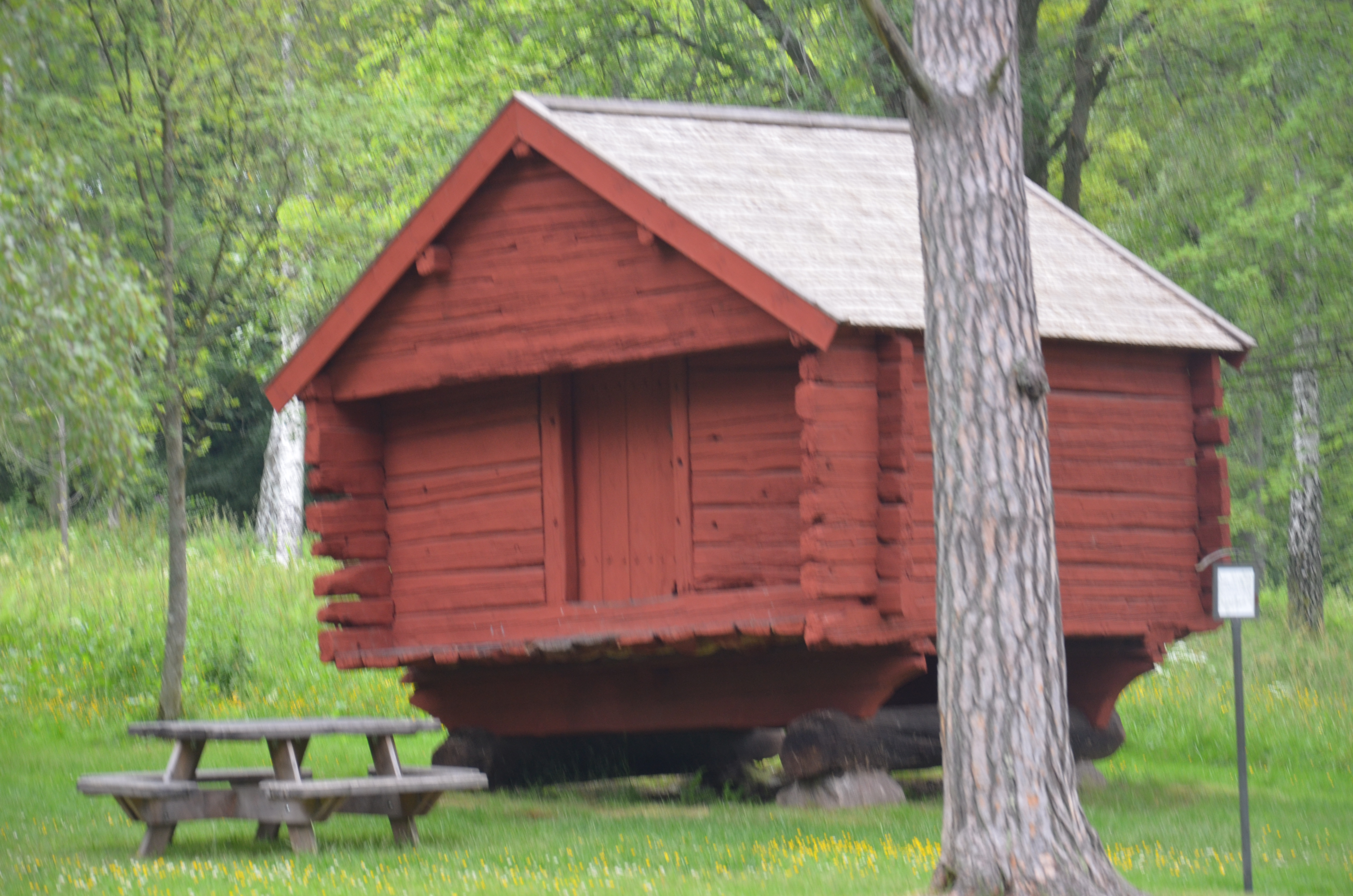
Loftbod från Kulebo, Järstorps socken, troligen från 1700-talet
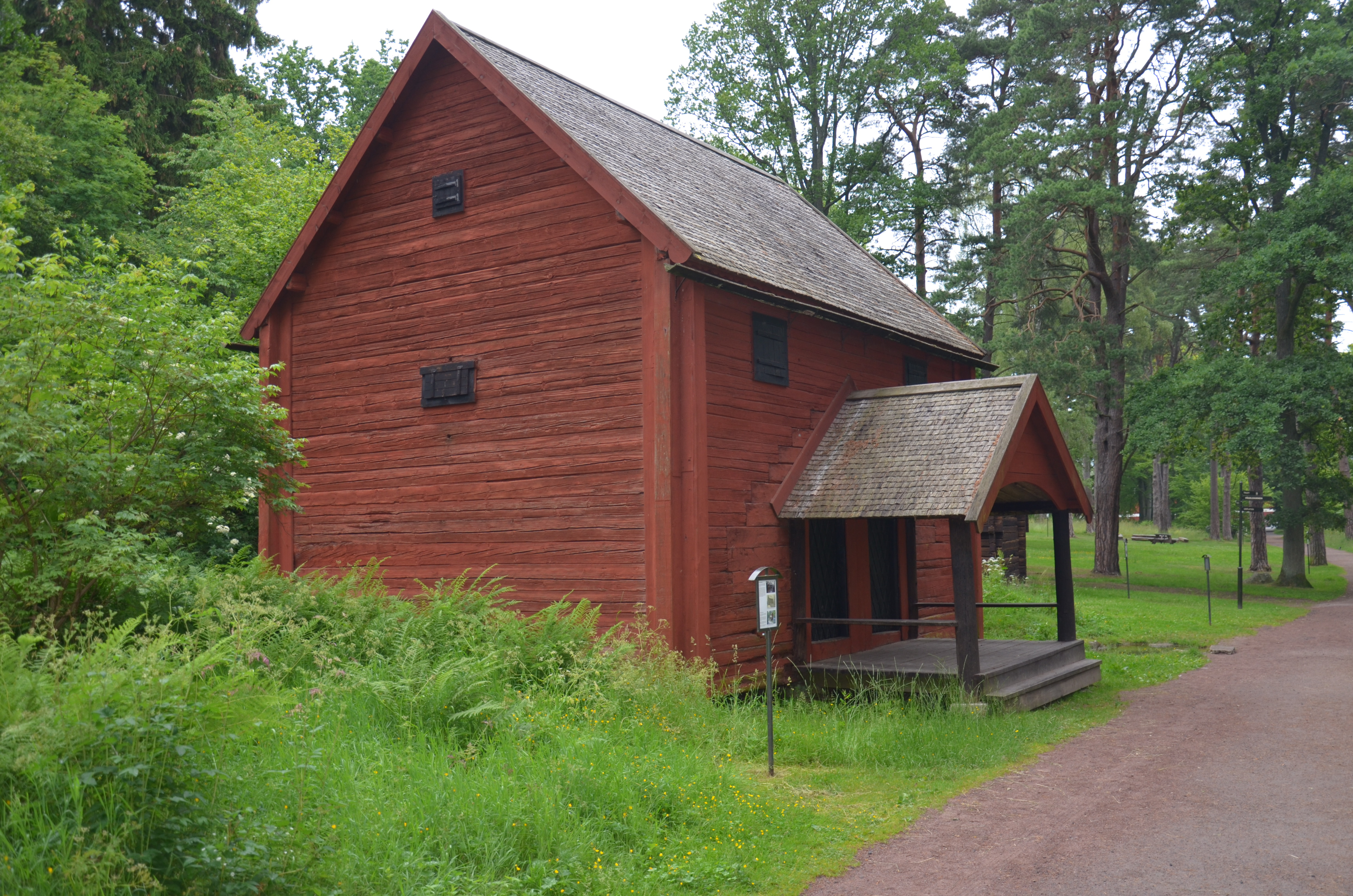
Sockenmagasin från Ingatorps socken, troligen från 1757
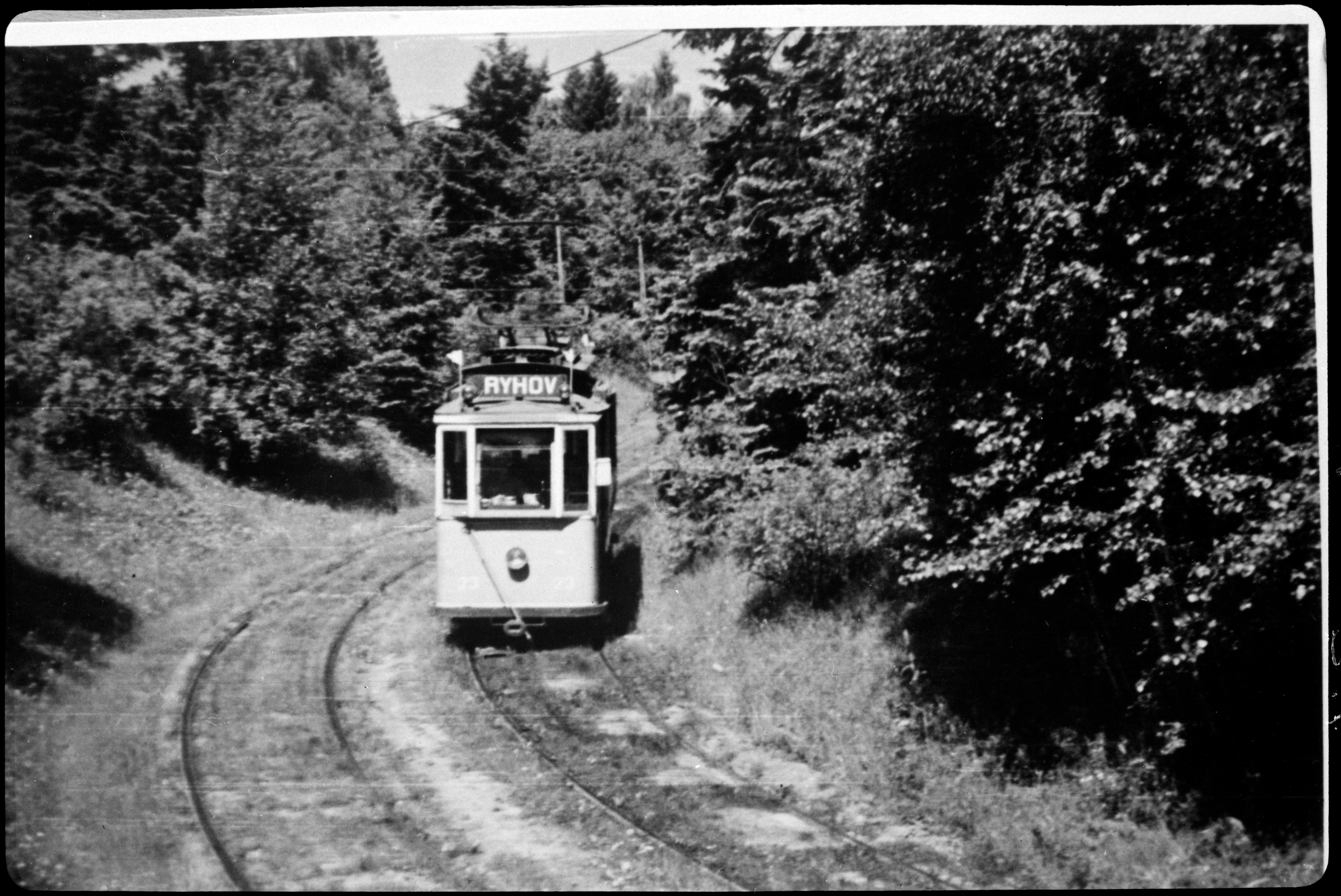
Spårvagn på Gröna linjen på väg mot Ryhov nedför backen med dubbelspår i stadsparken